# 고리군
리 군론에서 고리군(영어: loop group)은 리 군의 고리 공간이며, 위상군을 이룬다. 이에 대하여, 반단순 리 군의 경우와 마찬가지로 보렐-베유-보트 정리 등의 이론을 전개할 수 있다.

## 정의
다음이 주어졌다고 하자.
- 콤팩트 리 군 {\displaystyle G}
- 콤팩트 매끄러운 다양체 {\displaystyle M}

그렇다면, 매끄러운 함수의 공간
{\displaystyle {\mathcal {C}}^{\infty }(M,G)}
위에는 점별 곱셈 및 콤팩트-열린집합 위상을 통해 위상군의 구조를 줄 수 있다. 이를 {\displaystyle G}의, {\displaystyle M} 위의 게이지 변환 군(영어: group of gauge transformations)이라고 한다. 만약 {\displaystyle M=\mathbb {S} ^{1}}일 때, 이를 {\displaystyle G}의 고리군이라고  하며, {\displaystyle \mathrm {L} G}라고 표기된다.
고리군 위에는 자기 동형의 족
{\displaystyle \tau _{\theta }\colon \mathrm {L} G\to \mathrm {L} G}
{\displaystyle \tau _{\theta }\cdot \phi \colon t\mapsto \phi (t+\theta )}
이 주어지며, 이를 통해 반직접곱
{\displaystyle \operatorname {U} (1)\rtimes \mathrm {L} G}
를 정의할 수 있다.

### 양에너지 표현
복소수 힐베르트 공간 {\displaystyle V} 위의, 원군의 표현
{\displaystyle \operatorname {U} (1)\to \operatorname {Aut} (V)}
이 다음과 같은 꼴이라면, 양에너지 표현(영어: positive-energy representation)이라고 한다.
{\displaystyle \exp(\mathrm {i} t)\mapsto \exp(\mathrm {i} tA)}
여기서 {\displaystyle A}는 양의 실수 스펙트럼을 갖는 (유계 또는 비유계) 작용소이다.
복소수 힐베르트 공간 {\displaystyle V} 위의 연속 표현
{\displaystyle \rho \colon \mathrm {L} G\to \operatorname {Aut} (V)}
이 다음 조건을 만족시킨다면, 양에너지 표현(영어: positive-energy representation)이라고 한다.
- {\displaystyle {\tilde {\rho }}\upharpoonright \operatorname {U} (1)}가 원군의 양에너지 표현이며, {\displaystyle {\tilde {\rho }}\upharpoonright \mathrm {L} G=\rho }인 연속 표현 {\displaystyle {\tilde {\rho }}\operatorname {U} (1)\rtimes \mathrm {L} G\to \operatorname {Aut} (V)}이 존재한다.

## 성질

### 위상수학적 성질
{\displaystyle \mathrm {L} G}가 연결 공간일 필요 충분 조건은 {\displaystyle G}가 연결 단일 연결 공간인 것이다.
{\displaystyle G}가 연결 단일 연결 콤팩트 반단순 리 군이라고 하고, 그 카르탕 부분군이 {\displaystyle T\leq G}라고 하자. 그렇다면, 올다발
{\displaystyle G/T\hookrightarrow \mathrm {L} G/T\twoheadrightarrow \mathrm {L} G/G}
이 존재한다.
{\displaystyle \mathrm {L} G/T}의 2차 특이 코호몰로지는 다음과 같다.
{\displaystyle \operatorname {H} ^{2}(\mathrm {L} G/T;\mathbb {Z} )\cong \mathbb {Z} \oplus \operatorname {H} ^{2}(G/T;\mathbb {Z} )}

### 대수적 성질
아핀 리 대수는 고리군의 리 대수의 중심 확장이다.

### 표현론
각
{\displaystyle (n,\lambda )\in \mathbb {Z} \oplus \operatorname {H} ^{2}(G/T;\mathbb {Z} )}
에 대하여 {\displaystyle \mathrm {L} G/T} 위의 복소수 선다발
{\displaystyle \mathbb {C} \hookrightarrow L_{n,lambda}\twoheadrightarrow \mathrm {L} G/T}
을 정의할 수 있다. 또한, 그 정칙 단면의 복소수 힐베르트 공간
{\displaystyle \operatorname {H} ^{0}(L_{n,\lambda })}
을 생각하자. 동차 공간 {\displaystyle \mathrm {L} G/T} 위에는 {\displaystyle \mathrm {L} G}의 표준적인 왼쪽 작용이 존재하며, 이는 {\displaystyle \operatorname {H} ^{0}(L_{n,\lambda })} 위의 왼쪽 작용을 유도한다. 즉, 이는 {\displaystyle \mathrm {L} G}의 표현을 이룬다.
또한, 만약 {\displaystyle \operatorname {Lie} (H)^{*}}에서 양근의 집합을 선택할 경우, 보렐-베유-보트 정리에서의 구성으로서 아벨 군의 동형
{\displaystyle \operatorname {H} ^{2}(G/T;\mathbb {Z} )\cong {\hat {T}}}
이 결정된다. 여기서 {\displaystyle {\hat {T}}}는 {\displaystyle T}의 폰트랴긴 쌍대군(즉, {\displaystyle \operatorname {U} (1)\to T}의 꼴의 군 준동형의 군)이다.
고리군에 대하여, 다음과 같은 보렐-베유-보트 정리의 일종이 성립한다.:163, Proposition (4.2)
- {\displaystyle \operatorname {H} ^{0}(L_{n,\lambda })}는 0차원이거나 또는 {\displaystyle \mathrm {L} G}의 기약 양에너지 표현을 이룬다.
- 반대로, {\displaystyle \mathrm {L} G}의 모든 기약 양에너지 표현에 대하여, 이를 위와 같이 구성하는 {\displaystyle (n,\lambda )\in \mathbb {Z} \oplus \operatorname {H} ^{2}(G/T;\mathbb {Z} )}가 존재한다.
- {\displaystyle \operatorname {H} ^{0}(L_{n,\lambda })\neq \{0\}}일 필요 충분 조건은 다음과 같다.
  - {\displaystyle G}의 모든 양의 쌍대근 {\displaystyle h\in \operatorname {Lie} (T)}에 대하여, {\displaystyle 0\leq \lambda (h)\leq n\langle h|h\rangle }

여기서 {\displaystyle \langle -|-\rangle }은 {\displaystyle T}의 리 대수 {\displaystyle \operatorname {Lie} (T)} (즉, 쌍대근의 공간) 위의 표준적인 양의 정부호 대칭 쌍선형 형식이다.

## 같이 보기
- 고리 공간
- 유사군